# Людвиновка (Белоцерковский район)
Людвиновка (укр. Людвинівка) — село, входит в Белоцерковский район Киевской области Украины.
Население по переписи 2001 года составляло 261 человек. Почтовый индекс — 09144. Телефонный код — 4563. Занимает площадь 13 км². Код КОАТУУ — 3220485802.